# Prix littéraires du Gouverneur général 1982
Liste des Prix littéraires du Gouverneur général pour 1982, chacun suivi des finalistes.

## Français

### Prix du Gouverneur général: romans et nouvelles de langue française
- Roger Fournier, Le Cercle des arènes
- Gaétan Brulotte, Le Surveillant
- Louis Caron, Les Fils de la liberté II : La corne de brume
- Anne Hébert, Les Fous de Bassan

### Prix du Gouverneur général: poésie de langue française
- Michel Savard, Forages
- Alphonse Piché, Dernier Profil

### Prix du Gouverneur général: théâtre de langue française
- Réjean Ducharme, Ha ha! ...
- Marie Laberge, Avec l'hiver qui s'en vient
- Léo Lévesque, ... Quand j'y ai dit ça ... à parti à rire
- Jovette Marchessault, La terre est trop courte, Violette Leduc

### Prix du Gouverneur général: études et essais de langue française
- Maurice Lagueux, Le Marxisme des années soixante: une saison dans l'histoire de la pensée critique
- Flore Dupriez, La Condition féminine et les Pères de l'Église latine

## Anglais

### Prix du Gouverneur général: romans et nouvelles de langue anglaise
- Guy Vanderhaeghe, Man Descending
- Alice Munro, The Moons of Jupiter
- Chris Scott, Antichthon

### Prix du Gouverneur général: poésie de langue anglaise
- Phyllis Webb, The Vision Tree: Selected Poems
- Robert Bringhurst, The Beauty of the Weapons: Selected Poems 1972-1982
- Barry Dempster, Fables for Isolated Men
- Diane Keating, No Birds or Flowers

### Prix du Gouverneur général: théâtre de langue anglaise
- John Gray, Billy Bishop Goes to War
- Lawrence Jeffery, Clay
- Betty Lambert, Jennie's Story

### Prix du Gouverneur général: études et essais de langue anglaise
- Christopher Moore, Louisbourg Portraits: Life in an Eighteenth-Century Garrison Town
- Northrop Frye, The Great Code: The Bible and Literature
- Christina McCall-Newman, Grits: An Intimate Portrait of the Liberal Party